# مانو گاریدو
مانو گاریدو (انگلیسی: Manu Garrido؛ زادهٔ ۶ اکتبر ۲۰۰۰) بازیکن فوتبال اهل اسپانیا است.
از باشگاه‌هایی که در آن بازی کرده‌است می‌توان به باشگاه فوتبال هرکولس و باشگاه فوتبال لگانس اشاره کرد.